# Kościół św. Marcina w Donaborowie
Kościół świętego Marcina w Donaborowie – rzymskokatolicki kościół parafialny należący do parafii pod tym samym wezwaniem (dekanat Kępno diecezji kaliskiej).

## Historia
Jest to świątynia wzniesiona w 1614 roku. Powiększona została w 1928 roku, dzięki staraniom A. Łabujewskiego. Restaurowana była w latach 1980–1985 i 1990–1994.

## Architektura
Budowla jest drewniana, jednonawowa, orientowana, posiada konstrukcję zrębową. Kościół jest salowy, nie posiada wydzielonego prezbiterium z nawy, zamknięty jest trójbocznie, z boku jest umieszczona zakrystia. Świątynia powstała na planie krzyża łacińskiego – transept tworzą dwie kaplice po bokach, zamkniętych prostokątnie, z kalenicami niższymi od nawy głównej. Z boku nawy znajduje się kruchta. Od frontu jest umieszczona kwadratowa wieża, dwukondygnacyjna, posiadająca konstrukcję słupową. Zwieńcza ją dach namiotowy z wieżyczką z daszkiem ostrosłupowym. Świątynię nakrywa dach jednokalenicowy, pokryty blachą miedzianą, na dachu znajduje się sześcioboczna wieżyczka na sygnaturkę. Zwieńcza ją cebulasty dach hełmowy z latarnią. Wnętrze nakryte jest pozornym stropem kolebkowym, obejmującym nawę i prezbiterium, kaplice boczne, nakrywa strop belkowy. Belka tęczowa jest ozdobiona barokowym krucyfiksem z 1 połowy XVIII wieku. Chór muzyczny jest drewniany. Umieszczone na nim organy wybudowała w 1898 roku firma Schlag & Söhne ze Świdnicy jako opus 511. Chór podpierają cztery słupy. Na parapecie znajduje się kartusz z akantu i obraz Świętej Anny. Ołtarz główny reprezentuje styl barokowo-klasycystyczny. Kościół posiada dwa ołtarze boczne: w stylu późnorenesansowym, powstały w XVII wieku i w stylu późnobarokowym, pochodzący z 1 poł. XVIII wieku. Ambona w stylu klasycystycznym jest datowana na przełom XVIII i XIX wieku. Chrzcielnica w stylu manierystycznym powstała około połowy XVII wieku i posiada formę anioła podtrzymującego czarę. Obraz pocerkiewny Chrystus Pantokrator  został namalowany w XIX wieku. Dzwon powstał w 1601 roku.